# Terry Eagleton
Terence Francis "Terry" Eagleton, född 22 februari 1943 i Salford i Greater Manchester, är en brittisk filosof, litteraturteoretiker och författare.
Eagleton är professor i engelsk litteratur vid Lancasters universitet. Han har publicerat över fyrtio böcker, bland annat Literary Theory: An Introduction (1983), som har sålt över 750 000 exemplar. I The Illusions of Postmodernism (1996) kritiserar han postmodernismen. I After Theory avhandlar han kulturteori och litteraturteori. Hans största teoretiska influenser är marxismen och kristendomen.
Eagleton försöker definiera ondska i On Evil (2010) och belyser bland annat mordet på James Bulger och demoniserandet av mördarna Jon Venables och Robert Thompson.